# Orestes Rodríguez Campos
Orestes Rodríguez Campos (Pallasca, Áncash; 6 de diciembre de 1934 ― Lima, 22 de septiembre de 1990) fue un abogado y político peruano. Miembro del Partido Aprista Peruano, fue Ministro de Trabajo y Promoción del Empleo del Perú en el primer gobierno de Alan García.

## Biografía
Orestes Rodríguez, conocido como Kesho, nació en el Distrito de Pallasca, Ancash, trabajó desde niño en la mina de Consuzo organizando los sindicatos del tungsteno y carbón; la secundaria la realiza en la Gran Unidad Escolar Alfonso Ugarte de Lima. Estudió Ciencias Económicas, Derecho y Ciencias Políticas y Filosofía y Ciencias Sociales en la Universidad Nacional Mayor de San Marcos.  
En San Marcos se vuelve militante aprista, ocupando cargos dirigenciales desde su base hasta el Comité Ejecutivo Nacional del Partido Aprista Peruano – CEN PAP, siendo elegido diputado por Ancash en 1980 y después Senador de la República Accesitario a la muerte del ingeniero Luis Felipe de Las Casas.
Fue fundador y docente de la Universidad Comunal del Centro. Ocupó todos los cargos académicos en la Universidad Nacional Federico Villarreal, llegando a ser Rector en 1984.
Fue ministro de Trabajo y Promoción Social en el primer gobierno del presidente Alan García, entre 1986 y 1989.
El 22 de septiembre de 1990 terroristas de Sendero Luminoso asesinan a Orestes Rodríguez Campos y a uno de sus hijos en su auto, mientras esperaban a una persona, y luego destruyeron sus cadáveres con un cartucho de dinamita. La policía dijo que un sobrino y un nieto de Rodríguez Campos fueron heridos de gravedad cuando seis miembros de Sendero Luminoso emboscaron el vehículo del exministro en una urbanización de clase alta de Lima.